# Llano de Brujas
Llano de Brujas es una pedanía del municipio de Murcia (Región de Murcia, España). Se sitúa en plena llanura de la Huerta de Murcia. Actualmente, la pedanía murciana tiene 5 718 habitantes y una extensión de 7,6 kilómetros cuadrados. 
El nombre de la localidad tiene origen en la característica tierra salina que conforma el terreno en el que se encuentra, tierra denominada bruja.

## Historia
Hasta más tarde del siglo XV las tierras que hoy ocupa la población eran zonas pantanosas y de almarjales, tan solo se libraban unas zonas en lo que hoy conocemos como El Rincón. En estas zonas desembocaban las acequias construidas por los árabes.
- Antes del siglo XII:

Se tiene constancia que existían barracas para pastores moriscos, existiendo una serie de topónimos para estas barracas como Casellas, Casiellas, Casella, Caselles o Caziellas, que son topónimos mozárabes o más probablemente catalanes, de raíz latina, que significan "Casitas o Cabañas".
- Siglo XII:

Existió una tribu morisca afincada en los terrenos que hoy conocemos como El Rincón de San Antón. Esta tribu era conocida como Beniza, de ahí el nombre de la acequia que ahora pasa por el lugar. Esta tribu recorría toda la zona con posibilidad de cultivo alrededor del meandro que realizaba el río.
- Año 1300 aproximadamente:

En época de Alfonso XI existía una ruta que cruzaba el territorio de la población, conectando la ciudad de Murcia con la de Orihuela (Alicante), y que pasaba por la entidad menor llamada por entonces Llano de las Arenas Brujas. Este camino estaba con frecuencia impracticable por las aguas de los almarjales. A lo largo de esta ruta se ubicaban también algunas villas aisladas, a especie de cortijos autoabastecibles, en zonas en donde era fácil cultivar y donde se pudieran defender de las inundaciones que anegaban todo. Por esta época el río no cruzaba por un cauce fijo, además traía a veces varios cauces.
- Año 1374:

Se tiene constancia de la existencia de una torre llamada Torre de Pagán Rodríguez, situada en el actual Rincón de San Antón y que fue utilizada durante la breve guerra de Castilla contra Aragón.
- A partir de 1600:

Comienzan a ser desecados todos los almarjales, construyéndose acequias. Poco a poco los diversos propietarios de las tierras comenzaron a lograr hacer rentables los tierras desecadas. Los propietarios de estas tierras eran nobles, personas pudientes e instituciones religiosas, como: el marqués de Heredia y Espinola, el conde de Almodóvar, el conde de Floridablanca, el marqués de los Llanos de Alguazas, el marqués de Espinardo, el marqués de Rozalejo, etc.
- La Barca de Salazar:

Era una antigua barcaza con poco calado, con una plataforma de madera en la que cabía más de un carro, que era utilizada para pasar de un lado al otro del río Segura, para comunicarse entre Llano de Brujas y Beniaján. Un poste en el que había acoplado un rodillo, donde una maroma metálica, que estaba fuertemente sujeta en ambas orillas, era el tope en el rodillo para que la barca no se fuera aguas abajo. Así con la fuerza del barquero tirando de la maroma giraba el rodillo y la barca se deslizaba hasta la otra orilla. Alrededor de 1900 había otra barca que se llamaba de la Tía Melonera, y posteriormente hubo otra que se hizo en la localidad alicantina de Santa Pola. Cuando quitaron la barca allá por 1970 hicieron un puente con arcos muy estrecho. En la actualidad hay otro más ancho y moderno que se encuentra en la Vereda de la Barca de Salazar.
- Ceñiles:

Se tiene constancia de un ceñil propiedad de los Javielos en el que sus andarines eran Tomás el de los cohetes y Ángel Triana. Cuando algún vecino les preguntaba que cuanto les quedaba por regar, le decían, que cuanto les quedaba por andar, por eso lo de andarines.
- Sisca:

Era una hierba, tipo fusta, también llamada fenal, que servía para alimentar a los animales, de colchón, como tejado y como mantillo para puertas y ventanas y que crecía en los terrenos de la localidad allá por el siglo XV y XVI.
- Los cañares:

Es un tipo de matorral muy alto que crece en lugares húmedos, cercanos a cursos fluviales o de acequias. Estos se cuidaron como el bien más preciado durante muchos años en la localidad, debido a su gran utilidad. Se les dieron los más diversos usos, el más importante fue la construcción de barracas para vivir, ya que estos recubiertos de una capa de barro son un aislante casi perfecto; otros usos fueron zarzos (para secar pimientos y la cría de seda), confeccionar cestos, costureros y polleras, construir bardizas, cercas, gallineros, tejados, balsas (para salvar los animales y enseres de las inundaciones), sostres (para guardad la paja sin humedad) y hacer liceras, cantoneras y otras cosas de uso diario.
- Extinción de los lobos:

Durante el siglo XVIII, más concretamente en el año 1788 se promulga la Real Cédula por la que se regula en la localidad el exterminio de lobos, zorros y otros animales dañinos, pagando por lobo cuatro ducados, ocho por loba, doce si se cogía con camada y dos por cada lobezno. También se pagaban diez reales por cada zorro y cuatro por cría. En la actualidad en la orilla del río hay un paraje llamado Las Zorreras, que antiguamente estaba habitado por estos animales.
- Escuelas:

El primero de enero de 1889 se inaugura la escuela frente a la iglesia, edificio que hoy día sigue en pie y que es utilizado para diversos usos. Esta escuela fue construida por la Junta de Socorros con las más de 60000 pts que dieron a la localidad por una riada. Hubo otra escuela en la Vereda de la Venta conocida por la de D. Manuel Martínez y una última en Cabecicos. La de chicas estuvo ubicada encima de la barbería de Paco Cámaras, para llevarla posteriormente a la carretera principal más allá de la Vereda de la Cueva y que era conocida por la de Doña Manuela. Finalmente se trasladó a la de la plaza de la Iglesia, la escuela parroquial.
- El caballón:

Es un montículo de tierra donde se plantan los cultivos y que su forma de levantarlo proviene de la baja Navarra y La Rioja, debido a las numerosas personas que llegaron desde dichas tierras a la localidad.
- Fiestas:

Antiguamente se realizaba la víspera de las fiestas un pasacalles por las calles del pueblo. Lo más típico eran las carreras de cintas, a bicicleta y a caballo, la chicas de la localidad bordaban una cinta de seda con motivos de flores que luego era regalada junto con un pavo al ganador. También se realizaban las carreras ciclistas donde cuentan que las mujeres se ponían a la orilla de la carretera, junto a la acequia y cuando pasaban los ciclistas tenían calderos llenos de agua de la acequia y a la voz de agua al carrerista les tiraban el agua. Más tarde se realizaban carreras de vaquillas denominas los Sampedrines.
Durante la década de 1990 se venía realizando una concentración nacional de motos, hoy desaparecida.
Las primeras fiestas de las que se tiene constancia son las del Rincón de San Antón, hoy tristemente desaparecidas y que se realizaban desde 1889.
También se realizaba en la localidad la fiesta de la Purísima Concepción, con su procesión y castillo, hoy también desaparecida.
- Misas de Gozo:

Se realizaban en Navidad y en ellas los auroros de Llano de Brujas, cantaban los aguinaldos murcianos, improvisando todo tipo de canciones a lo que iba realizando el cura en Misa, a las figuras del Belén, a los fieles que asistían, etc. También se cantaban unas rondallas con temas navideños.
- Ermita de Baena:

Durante el siglo XIX existió una ermita denomina de Baena, propiedad de Antonio de Baena, donde se veneraba una imagen de la Virgen del Carmen. Debido a este nombre la localidad se llamó durante bastante tiempo Baena.
- Antigua iglesia parroquial:

Esta iglesia se inauguró allá por 1890, pero tubo que ser demolida a causa de las riadas del Segura. La iglesia tenía una bóveda con coro en alto encima de la entrada, en los laterales tenía varios arcos que separaban la parte central de los atrios donde había diferentes imágenes. Entrando a la derecha se encontraba el bajo del campanario, con tres cuerdas para tocar las campanas y una escalera para subir al coro y de ahí a la torre. En la parte de la derecha se encontraba la imagen de San Antonio y a continuación la Purísima. Por la izquierda estaba el cuadro de las Ánimas, la Pila Bautismal, el Cristo Crucificado, El Moreno, el Cristo de la Pasión y la sacristía. La parte central estaba presidida por el Sagrario y Nuestra Señora de las Lágrimas colocada en un altar alto, que tenía varios adornos cubriendo la pared desde el suelo al techo con dos columnas doradas a cada lado del camerino y el fondo de éste pintado de azul claro estrellado. En el campanario había un reloj y tres campanas, la grande era para las horas y el arrebato, la mediana era de llamada al cura o sacristán y para Misa. La pequeña era para los entierros, junto con la mediana y también se utilizaba la pequeña para bautizos. Todas juntas eran utilizadas para repique de fiestas. También había toques para la salida de Extremaunción y del Corpus Christi. El reloj de la iglesia era de pesas.
- El toque de alarma:

En la Mota del río, la Tía Melonera, hacía sonar una gran caracola para avisar que iba a haber inundación y daba a los vecinos algo menos de una hora para arreglar lo que pudieran. Si daba pitidos espaciados era que estaba subiendo el nivel del río, pero si hacía sonar la caracola con toques más agudos y seguidos era que se estaba desbordando o se había empezado a romper la mota.
- Ermita del Rincón de San Antón:

En la actualidad es la tercera que se ha hecho. Allá por 1800 hubo una pequeña. Más tarde se construyó otra de mayor tamaño, en donde, en tiempos de la desamortización vivían alrededor de unos 20 frailes. Es muy probable que también existiera un cementerio en las cercanías de la misma. En la actualidad solo quedan unos cuantos pilares en pie y en su lugar se construyó otra más moderna.
- Casas torre:

Eran unas casas que servían como refugio de las inundaciones. Tenían paredes de un metro de anchas, hechas con ladrillos cocidos macizos, rellenados de tierra. Se colocaban a modo de los bloques actuales, pegados con arena y cal. La pared era revestida para darle más anchura. Este tipo de construcciones se encontraban en la Vereda de Solís, en la Vereda de la Cueva, en el Carril de las Palmeras (esta era la más grande y estaba decorada con pinturas en la pared y pequeños altares y hornacinas. Es probable que aún queden restos de ésta), en Cabecicos, en la Cruz de Casillas, en la orilla del río (la llamada Casa Grande, hoy en día tiene una calle dedicada) y en la Vereda de la Torre (de esta aún quedan restos).
- Cruz del Llano:

Cuenta la leyenda que hubo un mozo, sobrino del propietario de las tierras en donde hoy se encuentra la Cruz, tuvo que marcharse a la guerra de Cuba. Su tío, el propietario de las tierras prometió que si su sobrino regresaba sano y salvo colocaría en el cruce de sus tierras por donde más pasara una Cruz, en la que se santiguaría cada vez que pasara en señal de gracias a Dios por la vuelta de su sobrino. Y así fue, su sobrino regresó y se colocó la Cruz, allá por 1890. Existe una oración muy antigua que los habitantes de la localidad decían al pasar por delante de la Cruz y que rezaba así: Cruz, yo te adoro, yo te bendigo y en la hora de mi muerte que estés conmigo.
- La crianza de la seda:

Llano de Brujas es una pedanía única en la huerta murciana por el cultivo de seda, tanto en cantidades de terreno que se destinaron a las plantaciones de moreras como en la cantidad de gusanos de seda que se produjeron a lo largo de su historia, reflejándose esto en la cercanía del Palacete de la Seda, antigua fábrica del Catalán, en donde se confeccionaba la seda.
- Ayuntamiento:

Allá por 1800 Llano de Brujas era una Diputación del Ayuntamiento de Murcia. Más tarde, en 1870, se pasa a ser Aldea de Realengo con alcalde pedáneo Finalmente, en 1900, se vuelve a ser Aldea de Realengo con alcalde pedáneo.

## Geografía
Llano de Brujas, como su propio nombre indica, se encuentra situado en la llanura aluvial de la Huerta de Murcia, en el valle situado entre las colinas y montes de Monteagudo, Cobatillas y Santomera al norte y Miravete al sur. 
Elevado a unos 39 metros sobre el nivel del mar y regado por las aguas del río Segura y por las del Guadalentín, cuya desembocadura artificial en el Segura a través del canal del Reguerón llega hasta tierras de Llano de Brujas. 
Limita al norte con la pedanía de El Esparragal, siendo el límite la Orilla de la Azarbe; al sur con las pedanías de Los Ramos y Torreagüera, con el río Segura haciendo de límite natural, existiendo terrenos pertenecientes a esta pedanía situados al otro lado del río debido a la nueva canalización del Segura, que eliminó un antiguo meandro. Al este con la pedanía de Santa Cruz, siendo el límite las veredas de Riquelme y la Torre; y al oeste con las pedanías de Beniajan, Puente Tocinos y Casillas. Con Beniaján el límite es el río, con Puente Tocinos las veredas de Solís, avenida de Puente Tocinos y Vereda de la Cueva (C/ la Cruz), y con Casillas también la Vereda de la Cueva.

## Suelos e Hidrología
- Terrenos:

El suelo que cubre la localidad es de la era del Plospioceno (Cuaternario). A su formación han contribuido los detritus y sedimentos que ha ido aportando el río Segura. Los terrenos cercanos al cauce del río son arenosos y profundos, por lo que son muy permeables, a medida que nos alejamos cambia su estructura y el nivel freático es mayor, debajo de la capa de tierra menos profunda aparece agua y unas arenas, llamadas brujas, que imposibilita profundizar, ya que igual que las sacas vuelven a salir, como si de un hoyo en la arena de la playa se tratase. En las actuales construcciones de pisos se ha tenido que apuntalar lateralmente el terreno para poder excavar las cimentaciones. Debido a las desecaciones, los abonos, cultivos y riegos ha cambiado bastante las características primitivas del suelo.
- Agua:

Los caudales del río Segura, son escasos a su paso por la pedanía, y los del Guadalentín, aportan poca agua.
La mayor parte de las aguas subterráneas que hay en los primeros metros es muy salada, por este motivo abundan los saladores, para que salgan dulces se extraen a más de 20 metros.
A finales del siglo XIX y principios del XX se hicieron alrededor de unos 10 pozos artesanos como los de Jarabes, Marianin, Ursulas, Majos, Callejas, Marcos...; lo cual ayudó a los riegos y a la salubridad cogiéndole sus aguas para beber.
Antiguamente había unas aceñas de tiro para sacar agua, hoy desaparecidas (Marianin, Bodegas, Jarabes, Solís, Cananas, Zoilos, Paquitos. Más tarde algunas de estas se convirtieron en motores eléctricos o a gasolina para regar los cultivos (Solís, Cananas, Paquitos).
También existían los ceñiles que eran pequeñas aceñas movidas a pie, portátiles que se dejaban unos vecinos a otros.
Aunque haya poca agua en estas zonas, no podemos dejar de nombrar las acequias, las cuales atraviesan la localidad desde el Oeste al Este son: Nueva del Raal, Nelva, Aljada, Benetucer, Benifiar, Beniza, Santa Cruz y Azarbe Mayor) que a veces van llenas de agua, ya puede ser esa agua del río o de los diversos motores que sacan agua subterránea, para poder regar los huertos. También llevan agua los meranchos(Los Giles y Gil), que son los que recogen los caudales sobrantes de las acequias., brazales(llevan el agua desde las acequias, hasta los huertos y bancales) como el de Viñas y el del Salar., regueras(vierten el agua a los huertos para ser regados); landronas como la del cementerio y escorredores(llevan el agua sobrante desde las regueras y las casas, hasta los meranchos), para llevarlos hasta el río de nuevo. Estas edificaciones de agua, aprendidas de los árabes, hacen que no se desaproveche ni una sola gota de agua.

## Flora
La naturaleza de esta pedanía está ligada a la huerta. En un principio la vegetación era de carrizales, aneas, plantas salobres y otras fustas, cañares y tarays. En cuanto a la agricultura en 1700 se encontraban trigo y diversas hortalizas. Durante el siglo XIX se encontraban plantaciones de habas, pesoles, trigo, tomates, olivos, ajos, alfalfa y todo tipo de cereales. Allá por 1866 aparecen los primeros cultivos de naranjos, patatas y boniatos y por supuesto la morera. Más tarde con la crisis de la morera solo se dejaron estas en los linderos y a orillas de caminos y cauces apareciendo entonces el maíz como su alternativa. También durante 1800 aparece el cultivo de la vid, pero esta se abandonó al poco tiempo debido a las plagas. Allá por 1900 se empezó a cultivar sandías a la orilla del río, en 1888 tenía bastante importancia el cultivo de pimientos. En la actualidad tiene como más importantes árboles a los frutales.
Podemos encontrar en estas zonas los siguientes árboles: Parras, nispereros, ciruelos, higueras, palmeras, limoneros, naranjos, mandarinos, granados, jinjoleros, nectarinos, moreras, y en menor medida pinos, abetos, oliveras y eucaliptos.
Las plantaciones de algodón, patata, lechugas, alfalfa, repollos, coliflores, escarola e incluso flores, le siguen muy de cerca a los frutales.
También podemos encontrar arbustos y flores típicos de esta zona, los más conocidos son los donpedros, geranios, gitanillas, varicas de san José, cactus, jazmines y galanes. En definitiva, las plantaciones de hortalizas, los naranjos y limoneros y las flores plantadas en las puertas de las casas y jardines, conforman un mosaico verde, que unido al olor de azahar en primavera, dotan a la pedanía de un encanto singular.

## Fauna
La fauna antiguamente era muy diversa, incluyendo, entre otros: anguilas, carpas, culebras, alacranes, garzas, patos, galápagos, erizos, codornices, lobos, zorros, mosquitos, ratones de campo, ratas, comadrejas y lagartijas. A medidas que se fue cultivando y habitando empezó a desaparecer este tipo de fauna, llegando a su extinción en algunos casos, en otros la desaparición ha sido temporal. Los animales domésticos son: gallinas, conejos, cabras, cerdos, vacas, caballos, etc.
En la actualidad se vuelven a observar zorros por la huerta y la fauna es algo más doméstica aunque se pueden observar galápagos, garzas, patos, carpas, ranas, pollas de agua, verderones, mirlos, gorriones, tórtolas, golondrinas y empieza a abundar el estornino negro y la liebre (nunca antes vistos en la localidad).
Algunas personas suelen cuidar animales domésticos, para luego venderlos, como los conejos, gallinas y cerdos. 
Además hay un deporte típico llamado colombicutura que consiste en volar a palomos detrás de la paloma, lo que conlleva un incomparable número de hombres siguiéndolos, dueños de los palomos. 
También se pueden observar, aves como: abubillas, mochuelos, gorriones, merlas, entre otras. En cuanto a los animales terrestres, podemos observar: lagartijas, culebras, erizos, murciélagos, musarañas, ratones, ratas, y multitud de insectos.

## Gastronomía
Son platos típicos las tortas de aceite, los panochos (panecillos rellenos de salchicha, chorizo o berenjena), los matasuegras (galletas rellenas de flan y rebozadas en canela y azúcar) y las empanadillas, los pasteles de carne, los buñuelos, el paparajote (una masa de azúcar rellena de una hoja de limón que no se come) y el zarangollo (revuelto de patatas, calabacín, cebolla y huevo). Además de otros platos de sobremesa como las migas murcianas (de harina con tropezones), típicamente preparadas los días de lluvia, el cocido murciano, la olla gitana y el caldo con pelotas.

## Cultura
En la actualidad hay dos Peñas Huertanas, La Carreta y El Limonar, que son las encargadas de mantener y alimentar las vieja tradiciones. La Carreta está ubicada en la C/ José Antonio y El Limonar está ubicada en la C/ Sol. 
En la localidad han existido varios grupos de pop-rock muy conocidos en la Región de Murcia como Basallas, Rangers y Evasión.
Antiguamente era tradición realizar el Auto de Reyes Magos, el cual en tiempos recientes se está volviendo a celebrar. También se realizaban los Autos de Pasión, ya hoy desaparecidos.
En la década de los 50 había dos cines en la localidad uno de verano y otro cerrado, llamado de invierno, los cuales eran conocidos como los Cines Callejas.
En la actualidad existe la Asociación Francisco Sánchez Bautista, que homenajea al poeta de mismo nombre, nacido en la localidad. Dicha organización entrega cada 2 años los Premios Internacionales de Poesía de la Región de Murcia, llamados Anteo.
La Peña Huertana El Limonar celebra regularmente concursos de juegos típicos como el caliche y los bolos Huertanos.

## Deportes
- Plus Ultra:

En la actualidad existe un equipo de fútbol llamado Club Deportivo Plus Ultra fundado en 1986, aunque anteriormente existió otro llamado Agrupación Deportiva Plus Ultra, filial colaborador del Real Madrid. En la actualidad juega en el grupo VIII de Tercera División. Su entrenador es Cholo. Juega en el campo de fútbol municipal de Llano de Brujas con capacidad para 2000 espectadores. Su apodo es Palustra.
Su primer bautismo de juego se realizó hace aproximadamente 100 años de historia contra el Atlético de Murcia, aunque también se baraja que fuera contra El Imperial, presentándole el equipo en las Fiestas de San Pedro, y en cuyo partido ganaron 1-0.
En la actualidad el equipo tiene una escuela de fútbol propia y equipos en diferentes categorías.
- Baena:

Así se denominaba al equipo de fútbol sala de la localidad, creado por Francisco Moreno y Antonio Moreno, teniendo como entrenador a Antonio Francisco Ferrández Nortes. Este equipo llegó a ser campeón de la Copa Federación.
- Atletismo:

Durante los década de 1990 hubo una escuela de atletismo denominada El Salar cuyo creador fue Francisco González, de cuya cantera salió el hoy corredor de marcha Miguel Ángel López Nicolás, medalla de oro en el europeo de Zúrich de 2014, en la modalidad de 20 km.

## Economía
La economía de la pedanía se basa en la agricultura y el sector servicios. En la localidad lo que más destaca es el número de panaderías, pues se llegan a contar hasta ocho las instaladas. También destacan las peluquerías, de las que hay hasta ocho.
Es una pedanía dotada de bastantes servicios, aunque lo que más se echa en falta son los sitios de fiesta, ya que para disfrutar de ellos hay que desplazarse a la capital., también los bancos y cajas, ya que solo están los dos más importantes, CAM Y CAJAMURCIA, y las tiendas de ropa. 
Los sábados se celebra el mercado semanal, que es el más importante de la zona, después del de la capital. Los centros comerciales no quedan muy lejos, a unos 10 minutos en coche. 
La economía de los habitantes de la población es media y alta. Se encuentran numerosos chalets de gente adinerada.
La industria no tiene mucha importancia, por lo que los más llamativo son las empresas de aceitunas y encurtidos, frutos secos y de transportes. No obstante, está en proyecto, ya aprobado, la construcción del polígono industrial de Llano de Brujas, que tendrá unos 75.000 metros cuadrados, destinados a naves y a zonas verdes. 

## Climatología
- El clima es el típico mediterráneo de interior, con veranos secos y calurosos e inviernos húmedos y fríos.
- En primavera y otoño es cuando más llueve. Las lluvias se presentan de forma torrencial. Las temperaturas máximas en estas épocas del año suelen estar entre los 25 °C en primavera y los 15 °C en otoño, y las mínimas no suelen bajar de 10 °C.
- En verano las lluvias son escasas y suelen presentarse en forma de tormenta y granizo. Las temperaturas en esta época varían dependiendo de los años, ya que en algunos años rondan los 35 °C de máxima y los 17 °C de mínima y otros en los que se suceden las olas de calor rondan o superan los 40 °C de máxima y los 23 °C de mínima.
- En invierno, las lluvias son abundantes y se presentan de forma persistente. Se llega incluso a que llueva durante dos o tres días seguidos casi sin cesar, aunque de forma débil. Las temperaturas son muy frías, con máximas que no pasan de los 10 o 12 °C y mínimas que con normalidad bajan de los 0 °C, por lo que muchos días hay escarcha. La niebla y el viento también suelen aparecer en esta época del año. La nieve se ha visto pocas veces, la última vez que nevó fue en el año 2018.
- La temperatura máxima registrada en la localidad son 46 °C en julio de 1999 y la mínima -8 °C en enero de 2022 , y las lluvias más abundantes del siglo XXI fueron por una gota fría, a causa de la cual se registraron 597 litros por metro cuadrado en 3 días, lo que produjo inundaciones en septiembre de 2019. Hay que destacar también las precipitaciones ocurridas a finales de septiembre de 2012, cuando cayeron 290 litros por metro cuadrado en apenas 3 horas dejando calles inundadas y crecidas considerables en los ríos Segura y Guadalentin.[2]

## Comunicaciones

### Por carretera
- Desde la carretera principal RM-F2 se puede acceder, en dirección oeste a la ciudad de Murcia y a la pedanía de Puente Tocinos y en dirección este a Orihuela, El Raal y Santa Cruz.
- Por la RM-F9 es conectado el pueblo con Beniajan.
- Por la RM-F8 se comunica con Monteagudo y La Cruz de Casillas, también con la propia Casillas, La cueva, Orilla de la Azarbe y Cabecicos.
- Desde Cabecicos se puede acceder a El Esparragal y la Azarbe y al barrio de San José Obrero así como a la Huerta de Santa Cruz.
- Desde la Vereda de San Antón se puede acceder al Rincón de San Antón y Alquerías.
- Desde la avenida Silva Muñoz se puede acceder a la Huerta de Llano de Brujas.

### Autobús
El servicio de transporte público urbano es operado por TMP Murcia, que conecta la pedanía con la ciudad de Murcia.
| Línea | Recorrido | Recorrido | Recorrido |
| ----- | --- | --- | --- |
| 31    | Beniel - El Raal Alquerías                                                                                                 | Santa Cruz - Llano de Brujas - Puente Tocinos - Murcia - C.C. Myrtea                                                       | Santa Cruz - Llano de Brujas - Puente Tocinos - Murcia - C.C. Myrtea                                                       |
| 32    | El Raal - Santa Cruz - Llano de Brujas - Puente Tocinos - Murcia - Puente Tocinos - Llano de Brujas - Santa Cruz - El Raal | El Raal - Santa Cruz - Llano de Brujas - Puente Tocinos - Murcia - Puente Tocinos - Llano de Brujas - Santa Cruz - El Raal | El Raal - Santa Cruz - Llano de Brujas - Puente Tocinos - Murcia - Puente Tocinos - Llano de Brujas - Santa Cruz - El Raal |

El servicio de viajeros por carretera de la pedanía se engloba dentro de la marca Movibus, el sistema de transporte público interurbano de la Región de Murcia (España), que incluye los servicios de autobús de titularidad autonómica.
| Línea | Recorrido                                      | Operador |
| ----- | ---------------------------------------------- | -------- |
| 21B   | La Basca - Beniel - Orilla del Azarbe - Murcia | Monbus   |

## Demografía y población
Actualmente la pedanía tiene 5636 habitantes, distribuidos en 7,6 kilómetros cuadrados de extensión, lo que hace una densidad de población de 742 habitantes por kilómetro cuadrado.
La población se distribuye en dos entidades de población reconocidas por el Ayuntamiento de Murcia y el Instituto Nacional de Estadística (INE): Llano de Brujas y Huerta de Llano de Brujas, respectivamente.
Población por entidades:
- Llano de Brujas: 2307 hab.
- Huerta de Llano de Brujas: 2914 hab.

No obstante, dentro de la pedanía también se reconocen varias barriadas. Dentro de Llano de Brujas, se reconocen 2 barriadas, el pueblo que es Llano de Brujas (conocido también como El Salar) y Rincón de San Antón. Y dentro de Huerta de Llano de Brujas, se reconocen otras 2, que son Huerta de Llano de Brujas y Cabecicos, no obstante hay que decir también que dentro de estas 2 se encuentran otras 2, pero que a su vez estas pertenecen a otras pedanías, estas son: La Cruz de Casillas, que pertenece a Huerta de Llano de Brujas y Cabecicos, y también a la limítrofe pedanía de Casillas, la otra es Orilla de la Azarbe, que pertenece a Cabecicos y las pedanías limítrofes y vecinas de El Esparragal, Santa Cruz, El Raal y Cobatillas.
También se reconocen diferentes barrios dentro de toda la totalidad de la pedanía, pero estos son solo popularmente. Estos son: El Saladar, La Venta, La Barca, La cruz del Llano, Los Veras, San Pedro, La Iglesia, El Secano, Los Zapatas, El Rincón, Pueblo de los Mártires, Azahar, Las Palmeras, y El Agujero. 
Aunque todo el conjunto de la pedanía posee el mismo código postal (30161), el ayuntamiento de Murcia ha dividido la pedanía en diferentes distritos, aparte de las ya denominadas entidades, barriadas y barrios. Estos distritos, sirven para ordenar el territorio de la pedanía conforme a las leyes de aguas, infraestructuras, electricidad, regadíos y población del municipio.

## Fiestas
- Los trabajadores de la zona tienen fiestas locales en su calendario laboral, el día 9 de junio, día de la Región de Murcia, el día del Bando de la Huerta y el día de la Romería de la Fuensanta. Aunque en la pedanía también se celebran fiestas en todas sus barriadas:
- En la Orilla de la Azarbe se celebran fiestas en honor a la Virgen de la Azarbe, en el mes de mayo, con verbenas y cenas populares. También se celebra el Carnaval, aunque es una fiesta menos popular.
- En La Cruz de Casillas, se celebran las fiestas de la Cruz, en mayo, con la puesta de la cruz de flores, una cena popular y un castillo de fuegos artificiales
- En La Venta se celebra la romería del Contrapasmo, importante romería del municipio de Murcia, que según cuenta la tradición es celebrada por los gais creyentes y que finalmente se ha convertido en una fiesta popular, se celebra en abril, en un ambiente típicamente huertano, con charangas y meriendas.
- En el Rincón de San Antón: se celebra la romería de la Virgen del Amor Hermoso, con carros, caballos y sevillanas, como si de la misma romería del Rocío se tratase.
- Además también se celebra el día de San Antón, con una comida típica en la plaza de la ermita y la bendición de las ánimas el 17 de enero.
- También podemos disfrutar de la romería de la Virgen de la Torre, que se celebra en septiembre, y en donde además de la romería, se realiza una merienda y un acto milagroso de un ángel que le entrega unas llaves a la Virgen.
- En Llano de Brujas: se celebran las fiestas patronales de la pedanía, en honor a San Pedro y la Virgen de la Lágrimas, patrones de la pedanía. Durante todo el mes de junio se distribuyen estas fiestas, que son las que más arraigo tienen en la pedanía, junto con el Carnaval. Estas fiestas comienzan con las semanas culturales de las peñas huertanas del Limonar y la Carreta y la coronación de las reinas, seguidamente el 9 de junio y para celebrar el Día de la Región, se realiza una marcha ciclista por la huerta y esa misma semana se realiza el ya popular festival nacional de folclore, junto con esto, la fiesta de la espuma, las cenas y comidas populares, los espectáculos de variedades para niños y adultos, las exhibiciones, la charamita (algunos vecinos abren sus puertas para invitar a las reinas, comisión de fiestas, alcalde y demás vecinos a un tentempié de madrugada con música por las calles y charangas) y el gran desfile de carrozas, contribuyen a rellenar de actos estos días de casi verano, hasta llegar al día grande, el día 29, San Pedro, en donde se suceden los repiques de campanas, el disparo de cohetes, la Misa realizada en la misma plaza de San Pedro y la procesión de los patrones ponen punto final a las fiestas de la localidad, con el ya popular castillo de fuegos artificiales que llena de luz y color el cielo de la pedanía y que es lanzado a altas horas de la madrugada cuando ya duermen casi todos los vecinos de las pedanías.
- En Navidad se celebra el festival de villancicos y además se coloca el Belén en la misma plaza principal, la de la iglesia, y como no la cabalgata de Reyes y la carpa de Nochevieja, contribuyen a la animación de la pedanía en esta fechas tan destacadas. También se celebra la Misa del gallo, que da el pistoletazo de salida a la comitiva que porta al Niño Jesús y la Virgen de los Dolores, por las calles de la pedanía, pasando por todas las casas, bendiciendo y recogiendo dinero donado por los habitantes para las fiestas al son de cohetes y tracas.
- La noche del 30 de abril al 1 de mayo, se celebra el cántico de mayos, que son unas canciones que pretenden exaltar la gran primavera murciana.
- El 3 de mayo los vecinos colocan cruces de flores en sus balcones y ventanas, y también en la popular Cruz del Llano.
- En Semana Santa, 3 cofradías salen a la calle. Desde el año 2006 y por tanto la más joven de todas las cofradías, sale a la calle la de Jesucristo Camino del Calvario, en Viernes Santo. Desde el año 2000, sale a la calle la Cofradía de la Santísima Virgen de los Dolores y San Pedro Apóstol, en Viernes de Dolores. Y la más antigua de todas que lleva saliendo desde los inicios de la pedanía, es la Cofradía del Cristo del Amor, que desfila en Jueves Santo, por las calles de la localidad.
- El Carnaval es la fiesta más importante de la localidad. El Carnaval es una fiesta con mucha tradición en Llano de Brujas, y la población cuenta con un gran número de comparsas y de participantes. El Gran Desfile del llamado Domingo de Piñata, el primer domingo después de Miércoles de Ceniza, es uno de los actos más representativos e importantes de esta fiesta. Esta es la fecha señalada para que las calles de la localidad huertana se llenen de comparsas, charangas, baile y música, y sus vecinos jueguen por unas horas a ser variopintos personajes.
- La noche de San Juan, día en el que todos los vecinos del pueblo, queman sus hogueras a las 12 de la noche.
- En la barriada del secano se organizan las fiestas en honor a San Pelayo, celebrándose estas fiestas el primer sábado de septiembre. Dichas fiestas consisten en una verbena popular en honor a San Pelayo organizada por los vecinos de La Barriada del Secano (de Llano de Brujas).

## Edificios municipales y nuevos proyectos
La pedanía está dotada con:
- Alcaldía (plaza de las Palmeras)
- Centro cultural (plaza de las Palmeras)
- Oficina municipal (plaza de las Plameras)
- Consultorio médico (plaza Ángel García Lidon)
- centro de la 3.ª edad (plaza Alejo Muñoz)
- Centro de la mujer (calle del Sol)
- Centro de atención policial (plaza de las Palmeras)
- Sala de conferencias (plaza de las Palmeras, calle del Sol y plaza Alejo Muñoz)
- Sala de exposiciones (plaza de las Palmeras y calle del Sol)
- Cementerio de Nuestra Señora de las Lágrimas, perteneciente a Llano de Brujas y Santa Cruz (calle del Cementerio)
- Macrodepuradora E.D.A.R. Murcia Este (calle de Mota del Río Segura)
- polideportivo municipal (con campo de fútbol, sede del equipo de Tercera División y su cantera Plus Ultra) pistas de tenis, balonmano, fútbol sala y baloncesto) (calle del Secano)
- Pistas deportivas (pistas de Alarcón) (plaza Músico Julián El Cámaras)
- Colegio Juan Carlos I (calle del Poeta Francisco Sánchez Bautista)
- Instituto Poeta Francisco Sánchez Bautista) (calle de la Cruz)

## Nombre de la pedanía
El topónimo de Llano de Brujas no revela raíz árabe como es el caso de otras pedanías de la Huerta de Murcia, pero atesora una historia peculiar.
El erudito e investigador de la literatura popular murciana, Pedro Díaz Cassou, atribuye el origen del nombre de la pedanía a un curioso episodio protagonizado por un fraile carmelita, conocido como Padre Tomatera. La leyenda cuenta que este carmelita sufrió una alucinación o un sueño en un lugar que actualmente pertenece a Llano de Brujas. En este estado, el Padre Tomatera creyó ser cogido por 'las brujas de Alcantarilla', que lo llevaron volando y lo colocaron en presencia del mismísimo diablo, ante el que pronunció un conjuro carmelita contra diablos infernales y que rezaba así: 'Vade infernalis, draco autoritate. Dei et Beeatissimae Virginies Carmelitana' Cuando el pobre carmelita pronunció estas palabras, lo soltaron de inmediato. El Padre Tomatera contó a las gentes del lugar la extraña experiencia que había sufrido y desde entonces, aquel territorio comenzó a llamarse Llano de Brujas.
Aunque hay que decir, que esto solo es una leyenda, ya que la verdadera historia es que, debido a la gran salinidad de las tierras de la zona, durante los periodos de luna llena, se bufa la tierra como si de hormigueros se tratase, y a esa tierra se le llama bruja, por eso y como es todo llano, Llano de Brujas. La paranormalidad de este hecho, es muy normal, porque la luna tiene efectos en el agua y también en estas tierras salinizadas.
No hay que dejar de señalar que la pedanía tuvo tres nombres antes del actual; estos eran: El Salar, Baena y La Obra.

## Otros datos
La pedanía está hermanada por lo del tema de la brujas, con Alcantarilla y Alquerías, que celebran fiestas en honor a estas.
La pedanía ha tenido 4 nombres, El Salar, Baena, La Obra y Llano de Brujas. 
La bandera que ha realizado Luis Lisón Hernández, cronista de Alguazas y Ojós, es de color azul, verde y amarillo, con tres garzas en la zona azul y que representan a los 3 caseríos que se levantaron en los inicios de la pedanía, y el escudo que es de color azul y verde, simulando el río y las arenas brujas, con 1 garza en el medio y una corona colocada en la planta alta del escudo, en la planta baja, está inscrito el lema, "De Sede y Saladares”. 
El equipo de fútbol de la localidad, llamado Plus Ultra, esta en 3.ª división y tiene aproximadamente 100 años de historia.

## Lugares de interés
- Ermita Rincón de San Antón del siglo XVI.
- Edificio Rey del siglo XXI.
- Iglesia parroquial del siglo XX, ya que la anterior la derribaron a causa de las riadas.
- Cruz del Llano.
- Ermita del Contrapasmo
- Pasear por su huerta, ver su innumerable belleza y disfrutar de sus olores y colores.
- Árbol monumental del Rincón de San Antón.
- Vía ciclista y senderista del cauce del río Segura.
- Jardines de Julián Cámaras y Miguel Ángel López.
- Plaza de San Pedro.

## Alcaldes de la localidad
- En 1802 Juan Zambudio.
- En 1810 Antonio Tovar.
- En 1834 Antonio Vicente.
- En 1840 Mariano Cascales.
- En 1878 José Piñero.
- En 1884 Pedro Sánchez Mora.
- En 1886 José Carmona Martínez.
- En 1889 Manuel Pérez Zapata.
- En 1890 José Hernández.
- En 1892 Antonio Carcelen Zamora y José Salazar.
- En 1893 Juan Noguera Navarro.
- En 1912 Manuel Hernández.
- En 1913 Antonio Salazar.
- En 1914 Juan López Tovar.
- En 1915 Juan Noguera.
- En 1916 Juan Noguera López.
- En 1917 Francisco Navarro Tomás.
- En 1924 José Lorca Navarro.
- En 1929 Francisco Serrano Ortiz.
- En 1930 Pedro Hidalgo.
- En 1933 Juan Jiménez Bueno.
- En 1934 José Sáez.
- En época franquista: José Madrid, Cayetano Mora Zapata y Juan Hernández Pardo.
- En Democracia: Juan Pérez Navarro, Juan Alhama Piqueras, Juan Jiménez Tovar y Diego Hernández Zapata.
- A partir de 1991 se crean las Juntas Vecinales, que más tarde pasan a llamarse Juntas Municipales, a partir de ese momento, forman la junta en función de los partidos elegidos en las elecciones y sus votos.
- En 1992 fue alcalde José Verá Soler
- En la actualidad el alcalde pedáneo es Juan Hernández Bermejo.p

## Personajes célebres
- Francisco Sánchez Bautista:

Poeta, nacido en 1925 en la localidad de Cabecicos (Murcia).Miembro de la Real Academia Alfonso X el Sabio.
- Miguel Ángel López:

Corredor de marcha, campeón del mundo en 20 km marcha de Pekín 2015, campeón de Europa en 20 km marcha en Zúrich 2014, campeón de Europa sub-23 en Kaunas 2009, subcampeón juvenil del mundo. Se clasificó para los JJOO en Londres 2012, quedando en quinta posición y consiguiendo Diploma olímpico. Fue elegido como Mejor Atleta Español en 2012, 2013 y 2014. El 18 de marzo de 2014 su población, Llano de Brujas, le homenajeó poniendo su nombre a un jardín.